# Palazzo Carafa di Santa Severina
Il palazzo Carafa di Santa Severina (o Carafa della Spina a Pizzofalcone) si trova a Napoli, in via Egiziaca a Pizzofalcone n. 44, nel quartiere San Ferdinando.

## Storia
L'edificio fu costruito a partire dal 1512 per volere di Andrea Carafa della Spina, conte di Santa Severina, che nel 1509 acquistò alcuni terreni del monastero dei Santi Pietro e Sebastiano per edificare la propria villa. Della commessa di Caraffa, Catalani scrive: "Ordinò Egli, che fosse costrutto a modo di fortezza fra deliziosi giardini, e con vasti appartamenti a tutti e quattro i venti [...] onde poter godere di tutte le stagioni.".
Alla morte del Carafa, nel 1526, il palazzo, col suo grande giardino, fu acquistato da Francesco Loffredo; successivamente il figlio, Ferrante, marchese di Trevico, dispose ulteriori lavori di ampliamento e decorazione.
Fu il primo edificio signorile nella zona, ma presto l'esempio fu seguito da altri nobili che si fecero costruire le proprie residenze sulla collina di Pizzofalcone.
Nel 1651 il viceré Conte d'Oñate comprò per la Corte il palazzo Carafa per acquartierarvi le truppe fino ad allora stanziate nei quartieri spagnoli. Negli anni successivi la militarizzazione della zona continuò e nel 1670 al posto dei giardini venne edificato il Gran Quartiere di Pizzofalcone, per permettere un migliore sistemazione dei soldati spagnoli.
Dal 1808 ospitò la Biblioteca Militare e l'Officio Topografico del Regno delle Due Sicilie oltre ai Granatieri della Guardia Reale. Dopo l'Unità d'Italia diventò sede di reparti di bersaglieri e di cavalleria oltre che, nel secondo dopoguerra dell'Archivio Militare. Attualmente ospita la Sezione Militare dell'Archivio di Stato di Napoli.